# Jan Felix
Jan Felix (Oostende, 24 april 1919 - Gent, 17 augustus 1992) was een Belgisch politicus en jurist.

## Levensloop
Felix was de broer van architect Paul Felix. Naast humaniorastudies volgde hij lessen aan de stedelijke kunstacademie van Oostende. Hij trouwde met Berthe Bovée, uit een Brugse familie met twaalf kinderen. 
Hij promoveerde tot doctor in de rechten (1943) en vestigde zich in Oostende als advocaat aan de balie van Brugge. Hij bleef advocaat tot in 1966.
Hij was CVP-gemeenteraadslid van Oostende van 1948 tot 1952 en van 1966 tot 1982. Hij werd schepen van Oostende, bevoegd voor toerisme, feesten, stedenbouw, grondbeleid, stadsvernieuwing, van 1966 tot 1982.
Felix was ook kunstschilder en graficus.
Hij was:
- de drijfveer achter het tot stand komen van de verkeersvrije Vlaanderenstraat,
- de oprichter van Promotie Toerisme Oostende,
- de initiatiefnemer voor de jeugdpaviljoenen op de Vuurtorenwijk en Konterdam,
- leerling van de Stedelijke Kunstacademie Oostende,
- stichter van de Zomeracademie voor schilderen in Oostende,
- initiatiefnemer (1965) voor een stedelijk zwembad, gebouwd in 1976.